# Dioctria variabilis
Dioctria variabilis là một loài ruồi trong họ Asilidae. Dioctria variabilis được Lehr miêu tả năm 1965. Loài này phân bố ở vùng Cổ Bắc giới.